# Elezioni parlamentari in Ucraina del 2006
Le elezioni parlamentari in Ucraina del 2006 si tennero il 26 marzo per il rinnovo della Verchovna Rada; furono le prime consultazioni nazionali dopo le elezioni presidenziali del 2004, il cui esito, segnato dalla cosiddetta rivoluzione arancione, aveva portato Viktor Juščenko a divenire Capo dello Stato.
Fu adottato un sistema elettorale proporzionale, con sbarramento al 3%, nell'ambito di circoscrizioni plurinominali. Le precedenti elezioni parlamentari del 2002, invece, avevano visto l'applicazione di un sistema misto, per metà proporzionale (con sbarramento al 4%) e per metà maggioritario, all'interno di collegi uninominali.
La campagna elettorale ufficiale iniziò il 7 luglio 2005; le liste dei candidati furono presentate fra il 26 novembre e il 31 dicembre.
La Commissione elettorale centrale annunciò i risultati finali il 10 aprile. L'affluenza si attestò al 67,13% degli aventi diritto.

## Liste concorrenti
Alle elezioni presero parte 45 liste, di cui 17 blocchi elettorali. Fra questi:
- Blocco Julija Tymošenko[2];
- Blocco Ucraina Nostra[3];
- Blocco di Natalia Vitrenko[4];
- Blocco di Lytvyn;
- Blocco Popolare Ucraino;
- Blocco Pora - Partito delle Riforme e dell'Ordine[5];
- Blocco d'Opposizione Ne Tak;
- Blocco Jurij Karmazin;
- Blocco dei Partiti Democratici-Popolari;
- Blocco Lazarenko;
- Blocco Per l'Unione.

## Risultati
| Liste                                                               | Voti       | %     | Seggi |
| ------------------------------------------------------------------- | ---------- | ----- | ----- |
| Partito delle Regioni                                               | 8 148 745  | 32,14 | 186   |
| Blocco Julija Tymošenko (Patria - USDP)                             | 5 652 876  | 22,30 | 129   |
| Blocco Ucraina Nostra (NSNU - NRU - KUN - ChDS - URPS - PPPU)       | 3 539 140  | 13,96 | 81    |
| Partito Socialista d'Ucraina                                        | 1 444 224  | 5,70  | 33    |
| Partito Comunista d'Ucraina                                         | 929 591    | 3,67  | 21    |
| Blocco di Natalia Vitrenko (PSPU - Rus')                            | 743 704    | 2,93  | –     |
| Blocco di Lytvyn (NP - PVOLS - USDP)                                | 619 905    | 2,45  | –     |
| Blocco Popolare Ucraino (UNP - PVSPU - US)                          | 476 155    | 1,88  | –     |
| Partito Costituzionale-Democratico                                  | 441 912    | 1,74  | –     |
| Blocco Pora - Partito delle Riforme e dell'Ordine                   | 373 478    | 1,47  | –     |
| Blocco d'Opposizione Ne Tak (SDPU(o) - VOC - RPU - ŽM)              | 257 106    | 1,01  | –     |
| Rinascita                                                           | 245 188    | 0,97  | –     |
| Blocco Jurij Karmazin (PZV - VPMJe - NDOU)                          | 165 881    | 0,65  | –     |
| Partito dei Verdi d'Ucraina                                         | 137 858    | 0,54  | –     |
| Blocco dei Partiti Democratici-Popolari (NDP - DPU - ChDPU - ChLPU) | 126 586    | 0,50  | –     |
| Partito di Salvezza Ecologica EKO+25%                               | 120 238    | 0,47  | –     |
| Pianeta Verde                                                       | 96 734     | 0,38  | –     |
| Svoboda                                                             | 91 321     | 0,36  | –     |
| Partito Contadino d'Ucraina                                         | 79 160     | 0,31  | –     |
| Blocco Lazarenko (Hromada - SDPU - SDS)                             | 76 950     | 0,30  | –     |
| Partito dello Sviluppo Economico Nazionale d'Ucraina                | 60 195     | 0,24  | –     |
| Per l'Unione (Unione - SU - SP - Patria)                            | 51 569     | 0,20  | –     |
| Partito dei Pensionati d'Ucraina                                    | 51 097     | 0,20  | –     |
| Altri <50 000 voti                                                  | 480 902    | 1,90  | –     |
| Nessuna lista                                                       | 449 650    | 1,77  | –     |
| Voti non validi                                                     | 490 595    | 1,94  | –     |
| Totale                                                              | 25 352 380 | 100   | 450   |

- Il totale risultante da sommatoria è pari a 25.350.760

## Conseguenze
Rispetto ai risultati dei sondaggi pre-elettorali, la sorpresa fu per il partito Ucraina Nostra del Presidente Juščenko, che ottenne meno del 14% dei voti, giungendo terzo dopo il Partito delle Regioni e il Blocco Julija Tymošenko. Il Partito Comunista d'Ucraina subì una forte sconfitta, ottenendo meno del 4% dei voti e potendo portare alla Verchovna Rada solo 21 deputati, rispetto al 20% delle elezioni del 2002.
Il Blocco di Opposizione Popolare Natalija Vitrenko non oltrepassò la soglia elettorale, ottenendo solo il 2,93% dei voti totali, 0,07% al di sotto del 3% richiesto. Secondo la legge, la soglia è calcolata basandosi sul numero totale delle schede, inclusi i voti dati contro tutti i partiti (cioè l'opzione "nessuno dei precedenti"), e i voti non validi. Se tali voti fossero stati esclusi dal totale, allora il partito della Vitrenko avrebbe ricevuto più del 3% dei voti formali. Commentando i risultati preliminari, il leader del Blocco di Opposizione Natalia Vitrenko affermò: "I dati mostrano che il numero dei votanti è stato di circa 25.500.000: dicono inoltre che il 2% dei voti sono non validi, e l'1,8% è "contro tutti", pertanto tali numeri dovrebbero essere esclusi. La base per i calcoli dovrebbe pertanto essere più di 24 500 000, e pertanto avremmo dovuto oltrepassare la soglia del 3%." Secondo la Legge Elettorale, articolo 1.4, "I mandati sono assegnati ai partiti (blocchi) che ottengono non meno del 3% dei voti di coloro che partecipano alle elezioni".
Un gruppo di partiti che non oltrepassò la soglia, come il Blocco di Natalija Vitrenko e il Blocco di Opposizione "Ne Tak" protestarono, sostenendo che il risultato era stato falsato e richiesero la conta dei voti. Dati recenti hanno indicato che il Presidente dell'Ucraina suggerì che, se necessario, un parziale riconteggio delle schede del 26 marzo poteva essere effettuato.
Più del 22% dei votanti che sostennero i candidati minori (con meno del 3% dei voti) non furono rappresentati dai partiti eletti a causa del metodo elettorale utilizzato, che introdusse la soglia di sbarramento.
Dopo la prima riunione del Parlamento del 25 maggio 2006, ebbe inizio una lunga serie di negoziati per la formazione della coalizione di governo. Il 22 giugno fu infine raggiunto l'accordo, secondo il quale la coalizione arancione composta da Blocco Julija Tymošenko, Ucraina Nostra e Partito Socialista d'Ucraina, sarebbe salita al governo. Il negoziato fu firmato dopo che il Presidente Viktor Juščenko allentò la propria opposizione a che Julija Tymošenko diventasse Primo ministro.
Il negoziato fu violato, tuttavia, quando i socialisti decisero di creare una coalizione con il Partito Comunista d'Ucraina e il Partito delle Regioni. Il leader dei socialisti, Oleksandr Moroz, fu eletto Presidente della Verchovna Rada il 6 luglio. Viktor Janukovyč fu nominato Primo ministro il 4 agosto, dopo che i partiti raggiunsero un accordo sulla politica nazionale espressa nell'Universale di Unità Nazionale.

## Reazioni nel mondo
Secondo la televisione araba Al Jazeera, il Partito delle Regioni aveva dichiarato che vi erano state irregolarità nel voto e nell'organizzazione della pubblicazione degli exit polls. Anche se vi sono effettivamente stati dei problemi di organizzazione, la maggior parte degli altri partiti e gli osservatori occidentali hanno valutato positivamente lo svolgimento di queste elezioni.
Il giornale russo Izvestia predisse che l'Ucraina sarebbe andata incontro a instabilità politica e a un peggioramento della situazione economica. 
Secondo Gazeta.ru, Julija Tymošenko, Viktor Juščenko e i socialisti potevano formare una coalizione. La Tymošenko era sicura di divenire Primo Ministro, tanto che Juščenko e il Presidente della Georgia Mikheil Saakašvili si congratularono prematuramente per la vittoria. Archiviato il 16 maggio 2021 in Internet Archive. Archiviato il 16 maggio 2021 in Internet Archive. Archiviato il 16 maggio 2021 in Internet Archive.
Secondo la russa RIAN, la Tymošenko promise di riconsiderare il trattato sul gas russo-ucraino. Archiviato il 21 dicembre 2012 in Archive.is.
Il Washington Post affermò che il partito di Viktor Juščenko era stato battuto ed aveva ottenuto un umiliante terzo posto alle elezioni, dato che il partito filo-russo dell'uomo che aveva sconfitto alla presidenza 16 mesi prima, aveva ottenuto una chiara vittoria secondo gli exit poll. Infatti, il Partito delle Regioni guidato da Viktor Janukovyč, che era stato battuto da Juščenko alle elezioni presidenziali del 2004 a seguito delle massicce proteste in strada note come rivoluzione arancione, si assicurò un forte 33,3% dei voti, secondo uno degli exit poll. Una seconda proiezione diede il suo partito al 27,5%
Il 27 marzo, Al Jazeera riportò che Julija Tymošenko, ex Primo Ministro, aveva trionfato alle elezioni parlamentari con il suo blocco, giungendo seconda e ponendosi nella posizione di poter formare un governo di coalizione. Il Partito delle Regioni filorusso di Viktor Janukovyč ottenne il più alto numero di seggi, ma la Tymošenko si presentò come figura politica rinnovatrice, affermando che i liberali della rivoluzione arancione potevano serrare le file in modo da tenere il partito filorusso all'opposizione. Il risultato fu una doppia umiliazione per Viktor Juščenko, il Presidente, che aveva sconfitto Janukovyč alle elezioni presidenziali ripetute del 2004 e che era stato sconfessato anche dalla Tymošenko, sua ex compagna della rivoluzione arancione.
Secondo Forbes.com, la Tymošenko affrettò i suoi alleati della rivoluzione a formare un fronte unito contro i filo-russi, che erano in vantaggio secondo i primi risultati. Le proposte di negoziato, che avrebbero dovuto iniziare a giorni, furono posticipare indefinitamente. Archiviato il 3 settembre 2020 in Internet Archive.
Lenta.ru riportò che gli attivisti del partito della Vitrenko avevano eretto delle tende e statano boicottando i lavori della Commissione Elettorale Centrale dell'Ucraina, in protesta alle supposte violazioni.

## Distribuzione territoriale del voto
| Distribuzione dei voti nei 225 distretti elettorali: partito o blocco più votato | Partito delle Regioni (32,14%)       | Blocco Julija Tymošenko (22,29%                             |
| Ucraina Nostra (13,95%)                                                          | Partito Socialista d'Ucraina (5,69%) | Blocco Popolare di Opposizione di Natalija Vitrenko (2,93%) |